# Riki Di Bin
Riki Di Bin (Piobesi, 10 marzo 1968) è un allenatore di calcio ed ex calciatore italiano, di ruolo terzino.

## Biografia
Il 1 settembre 2021, a soli 51 anni, muore la moglie, Elisa Schettino, a causa di una emorragia cerebrale 

## Carriera

### Calciatore
Cresce nel vivaio del Torino, con cui vince il Torneo di Viareggio 1987 ed esordisce in Serie A il 20 settembre 1987 durante Torino-Sampdoria (4-1). In quella stagione colleziona anche la sua seconda ed ultima presenza nella massima serie, contro il Pescara. Nell'estate del 1988 passa al Parma, in Serie B, ma già nel mercato autunnale viene ceduto al Prato, militante in Serie C1. Milita per altre due stagioni nella terza serie con le maglie di Alessandria e Piacenza. Con la formazione emiliana vince il campionato di Serie C1 1990-1991, nel quale viene frenato da un infortunio al menisco che limita le presenze a 23, con una rete. Nella stagione successiva si alterna con Gian Paolo Manighetti e Massimo Brioschi, contribuendo alla conquista della salvezza in Serie B.
Nel 1992 torna in Serie C1 vestendo la maglia del Catania. In seguito alla radiazione degli etnei, nel 1993 si svincola e si trasferisce al Livorno, dove disputa due stagioni in Serie C2, per poi passare al Modena all'inizio della terza. Con la maglia gialloblu gioca per tre stagioni in Serie C1, conseguendo altrettante salvezze.
Lasciata l'Emilia passa alla Viterbese, con cui conquista la promozione in Serie C1 al termine della stagione 1998-1999 e sfiora quella in Serie B nella Serie C1 1999-2000, perdendo la semifinale dei playoff. Conclude la carriera nelle serie inferiori militando in squadre toscane: Massese, Armando Picchi Livorno, Forte dei Marmi e Ponte del Giglio.

### Allenatore
Terminata l'attività agonistica, siede sulla panchina degli Allievi del Viareggio dove rimane dal 2010 al 2012.
Nel giugno 2013 viene scelto come allenatore del Sestri Levante, militante in Serie D, venendo però esonerato il 5 novembre con la squadra penultima in classifica con soli 7 punti raccolti in 10 giornate. Nel 2016 è al Rosignano Sei Rose, in Promozione, da cui viene esonerato nel mese di dicembre e dal 2023 è direttore tecnico della Scuola Calcio degli Etruschi di Livorno.

## Palmarès
- Torneo di Viareggio: 1

Torino: 1987
- Campionato italiano Serie C1: 1

Piacenza: 1990-1991
- Campionato italiano Serie C2: 1

Viterbese: 1998-1999